# هایدپارک (آستین، تگزاس)
هایدپارک (به انگلیسی: Hyde Park) یک محله در ایالات متحده آمریکا است که در آستین، تگزاس واقع شده‌است. مرزهای هاید پارک با خیابان ۳۸ در جنوب، خیابان ۴۵ در شمال، خیابان دووال در شرق و خیابان گوادالوپ در غرب تعریف شده‌است. هایدپارک درست در شمال دانشگاه تگزاس در آستین واقع شده‌است و با محله‌های هنکاک و حلقه شمالی هم‌مرز است.
پیشینه هایدپارک به سال ۱۸۹۱ برمی‌گردد و جایی بود که به عنوان اولین حومه آستین در نظر گرفته شد. این محله در ابتدا توسط مونرو شیپ در سال ۱۸۹۱ به عنوان حومه تراموا «فقط سفید» با یک دریاچه مصنوعی بزرگ توسعه یافت، اما از آن زمان به یکی از پرجمعیت‌ترین مناطق در هسته مرکز شهر تبدیل شده‌است. بخشی از این محله در سال ۱۹۹۰ در فهرست ملی اماکن تاریخی به عنوان منطقه تاریخی ثبت شد.